# Mert Öcal
Mert Öcal (Istanbul, 29 settembre 1982) è un attore e modello turco, noto per aver interpretato il ruolo di Melih nella serie Love Is in the Air (Sen Çal Kapımı).

## Biografia
Mert Öcal è nato il 29 settembre 1982 a Istanbul (Turchia), ed ha un fratello che si chiama Yiğit Öcal.

## Carriera
Mert Öcal dopo essere stato selezionato come Miglior modello della Turchia, ha vinto il concorso Miglior modello del mondo nel 2004. Ha preso parte a numerosi servizi fotografici per cataloghi e sfilate di moda nel suo paese e all'estero. Successivamente ha recitato in varie serie televisive come nel 2005 in Asla Unutma e in Nehir, nel 2006 in Rüyalarda Buluşuruz, nel 2007 in Oyun Bitti e in Yabancı Damat, nel 2008 in Görgüsüzler, nel 2011 in Doktorlar, nel 2013 in Bizim Okul, nel 2015 e nel 2016 in Aşk Yeniden, nel 2017 in İsimsizler e in Savaşçı e dal 2018 al 2020 in Arka Sokaklar. Nel 2020 e nel 2021 ha interpretato il ruolo di Melih nella serie Love Is in the Air (Sen Çal Kapımı). Nel 2020 ha partecipato al programma televisivo Survivor 2020. Nel 2021 partecipa e collabora nel programma Survivor Panorama. L'anno successivo, nel 2022, ha preso parte al programma Survivor 2022: All Star.

## Filmografia

### Televisione
- Asla Unutma – serie TV (2005)
- Nehir – serie TV (2005)
- Rüyalarda Buluşuruz – serie TV (2006)
- Oyun Bitti – serie TV (2007)
- Yabancı Damat – serie TV (2007)
- Görgüsüzler – serie TV (2008)
- Doktorlar – serie TV (2011)
- Bizim Okul – serie TV (2013)
- Aşk Yeniden – serie TV (2015-2016)
- İsimsizler – serie TV (2017)
- Savaşçı – serie TV (2017)
- Arka Sokaklar – serie TV (2018-2020)
- Love Is in the Air (Sen Çal Kapımı) – serie TV (2020-2021)

## Programmi televisivi
- Survivor 2020 (2020)
- Survivor Panorama (2021)
- Survivor 2022: All Star (2022)

## Doppiatori italiani
Nelle versioni in italiano dei suoi film e delle sue serie TV, Mert Öcal è stato doppiato da:
- Emiliano Ragno[14] in Love Is in the Air[15]